# Can Gifré (Sant Gregori)
Can Gifré és una masia del disseminat de Cartellà, municipi de Sant Gregori (Gironès), protegida com a bé cultural d'interès local.

## Descripció
Construcció originàriament de planta rectangular, desenvolupada en planta baixa i pis. Les parets portants són de maçoneria amb carreus a les cantonades i emmarcant les obertures. La coberta és de teula àrab a dues vessants, acabada amb un ràfec de tres fileres de teula. La porta principal és feta amb brancals i llinda de pedra bisellada. Sobre la porta hi ha una finestra de factura medieval, amb les impostes corbades facilitant l'entrada de llum. L'ampit també és de pedra i se suportat per tres carreus. A la banda dreta de la façana principal hi ha adossat una construcció auxiliar revestida amb un arrebossat de ciment pòrtland. L'interior d'estructura en tres crugies perpendiculars a la façana principal i els sostres són fets amb bigues de fusta.

## Història
A la llinda de la porta hi ha la següent inscripció cisellada a la pedra: "PERA XIFRA ME/ FECIT 1793".